# Börte

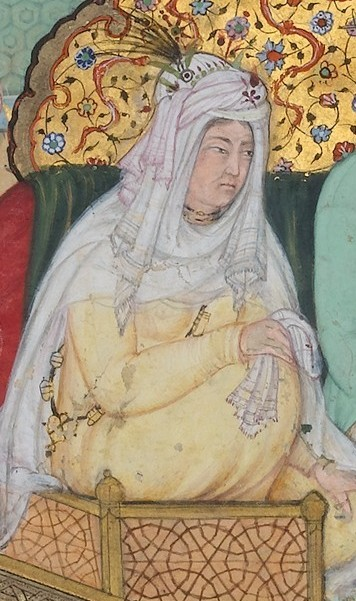
Börte, Seite aus dem Dschāmiʿ at-tawārīch,1596

Börte Üdschin (mong. Бөртэ Үжин / ᠪᠥᠷᠲᠡ; meistens nur Börte, auch Borte oder Burtai) war die Hauptfrau des Mongolenführers Dschingis Khan und Mutter der vier Söhne Dschötschi, Tschagatai, Ögedei und Tolui, sowie von fünf Töchtern. Sie war ein Jahr älter als ihr Mann.

## Leben
Als Tochter des Stammesführers der Unggirat wurde sie nach alter mongolischer Tradition schon als Zehnjährige mit dem ein Jahr jüngeren Temüdschin, dem späteren Dschingis Khan, verlobt. Wegen der Ermordung seines Vaters musste Temüdschin sie aber zunächst bei ihrem Stamm zurücklassen. Später wurde Börte von Merkiten entführt und Temüdschin musste sie mit Hilfe von Togrul und Jamukha Gurkhan befreien. Weil Börtes erster Sohn Dschötschi kurz nach ihrer Befreiung geboren wurde, kamen Zweifel darüber auf, wer sein Vater war. Temüdschin erkannte Dschötschi aber später als seinen Erstgeborenen an.
Dschingis Khan schätzte Börte als seine Hauptfrau sehr hoch und suchte oft ihren Rat, ebenso wie den seiner Mutter. Börte wurde auch nach seinem Tod weiterhin von den Mongolen verehrt und zur Herrscherin gekrönt.
Darüber hinaus gibt es nur wenige verlässliche historische Fakten über sie, andererseits ist sie aber Gegenstand vieler mongolischer Legenden.
In Darstellungen wird sie als schöne Frau in einem weißen Seidengewand gezeigt, mit goldenen Münzen als Haarschmuck. Sie reitet dabei meistens auf einem weißen Pferd und hält ein weißes Lamm in der Hand.